# Gradište (gmina Vlasotince)
Gradište (cyr. Градиште) – wieś w Serbii, w okręgu jablanickim, w gminie Vlasotince. W 2011 roku liczyła 169 mieszkańców.